# Schloss Garath

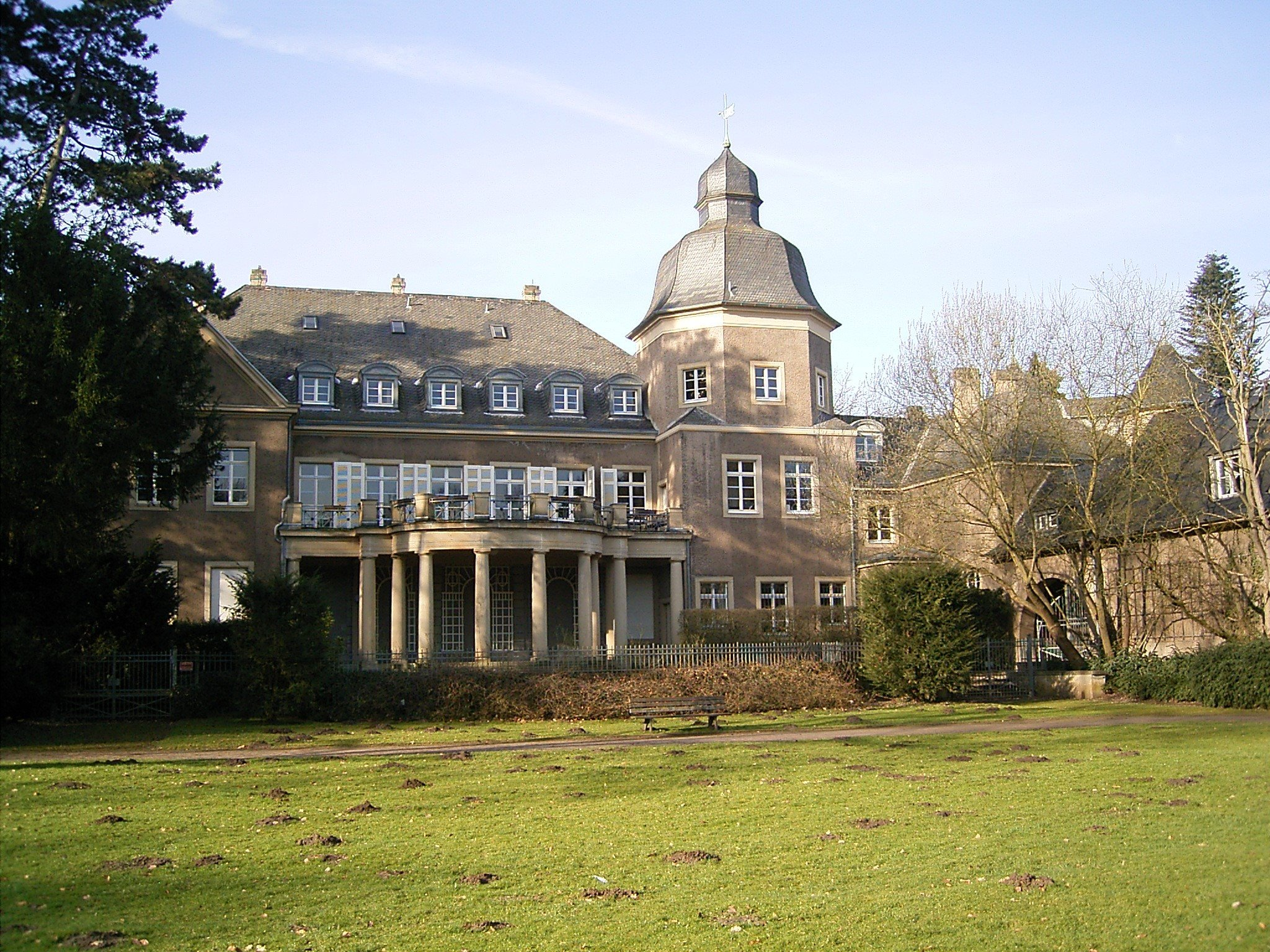
Schloss Garath

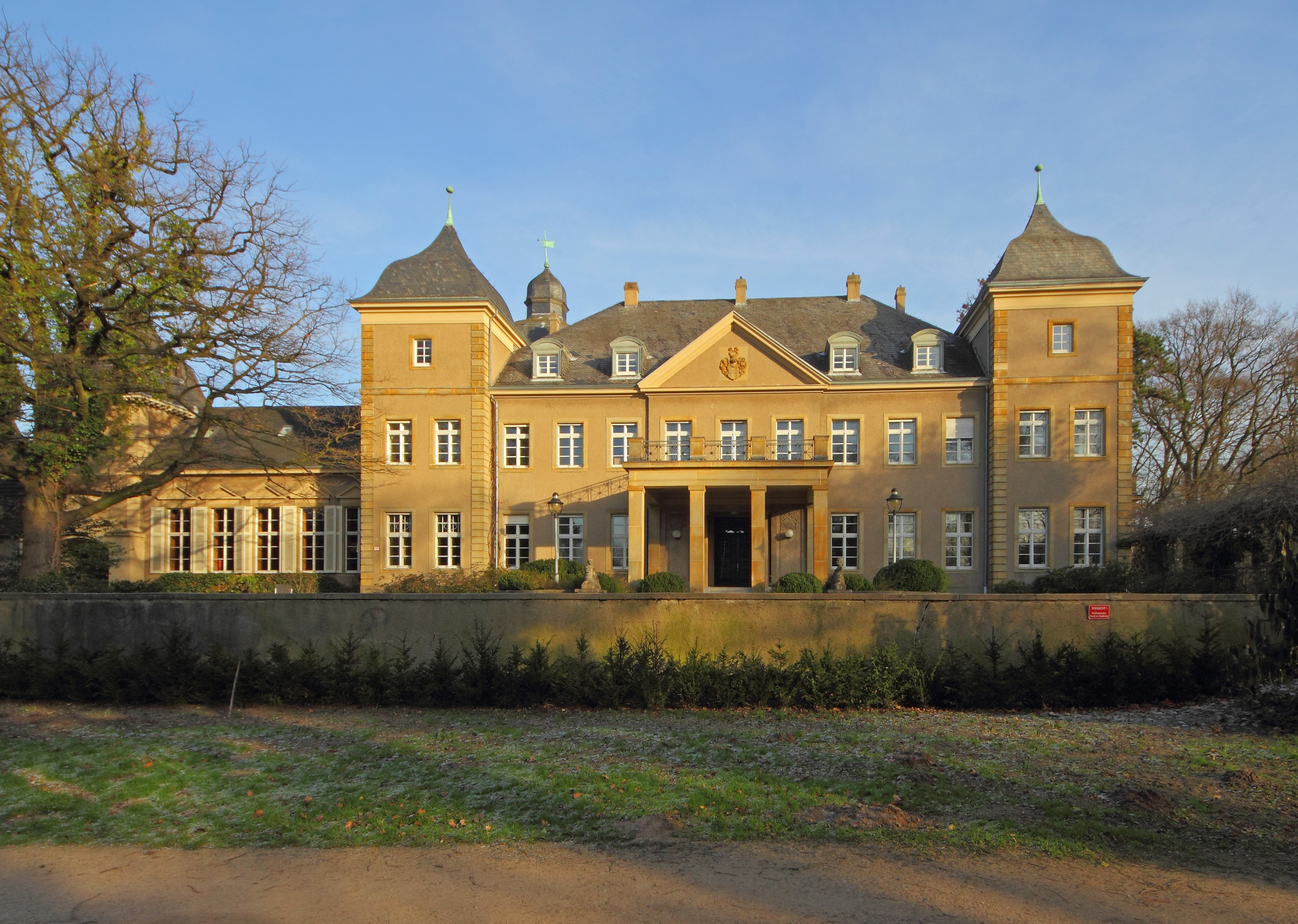
Das Schlossgebäude

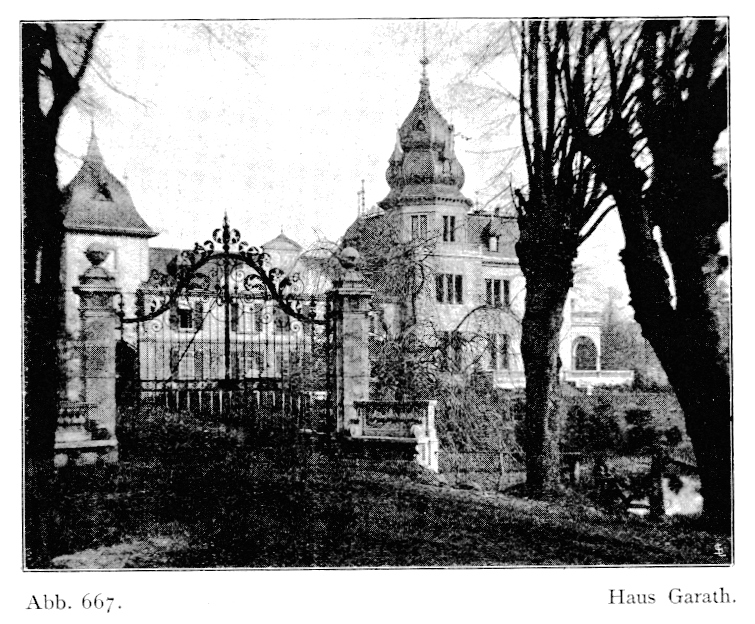
Altes Schloss Garath vor dem Abbruch im Jahr 1912

Schloss Garath ist ein Ende des 13. Jahrhunderts erstmals urkundlich erwähntes Anwesen im gleichnamigen Düsseldorfer Stadtteil Garath.

## Geschichte
Es wird heute davon ausgegangen, dass der Rittersitz Garath bereits im 9. Jahrhundert existierte. Hier residierte unter anderem das Rittergeschlecht von Garderode. Dennoch sind die Ursprünge des Schlosses Garath nicht genau geklärt. Ende des 14. Jahrhunderts gehörte es den Rittern von Kalkum. Die Bezeichnung Schloss Garath ist erst seit dem 20. Jahrhundert gebräuchlich, vorher sprach man oft auch vom Haus Garath. Bei Schloss Garath münden der Rietrather Bach und der Galkhauser Bach in den Garather Mühlenbach.
Das alte Schloss entstand auf Geheiß derer von Velbrück zwischen dem 16. und 18. Jahrhundert, ebenso der Tor-Turm, der einzige heute noch erhaltene Teil des alten Schlosses. Den Schlosspark entwarf im 18. Jahrhundert Nicolas de Pigage, der auch Architekt des Benrather Schlosses war. Nach den Grafen von Velbrück waren die Freiherren von Kylmann Eigentümer von Schloss Garath. Durch Heirat ging das Schloss Anfang des 19. Jahrhunderts an die Freiherren Raitz von Frentz. Das alte Schloss wurde, mit Ausnahme des Tor-Turms, Anfang des 20. Jahrhunderts abgerissen, nachdem Alhard von Burgsdorff, Enkel des Industriellen Gustav Poensgen, das Gut von Freiherr Raitz von Frentz erworben hatte. Anschließend ließ er in den Jahren 1912 und 1913 an derselben Stelle das heutige Schloss Garath nach Plänen des Architekten Max Wöhler errichten. Sein Sohn Alhard betrieb die „Garather Hühnerfarm“ des Vaters auf dem Grundstück weiter und machte sie weltweit bekannt.
Nach dem Zweiten Weltkrieg bezogen britische Truppen das Schloss, und es verblieb bis in die 1950er Jahre im Besitz der britischen Regierung, bis die Bundesrepublik es aufkaufte und der Deutschen Bundespost übergab. Am 29. April 1978 erwarb die Stadt Düsseldorf Schloss Garath von der Deutschen Bundespost für 1,3 Millionen DM und nutzte es zumeist für kulturelle Veranstaltungen. Im Schlosspark befindet sich heute auch eine neobarocke Schlosskapelle, die der Architekt Max Wöhler erbaute. Im Jahr 2022 erwarb der Düsseldorfer Unternehmer Shukry Na’amnieh das Schloss, das heute von gut einem Dutzend Unternehmen gewerblich genutzt wird. und ist Hauptsitz der German Academy of Practical Management (GAPM).

## Wissenswertes
Schloss Garath kommt 2014 als Kulisse in Stromberg – Der Film vor: Es dient dort als abgelegenes Landhaus, in dem die „Vorstands-Party“ gefeiert wird.